# 恩彥君
恩彥君（은언군；1754年—1801年）李䄄，字明興（명흥），是朝鮮王朝後期的王族；是英祖的孫子、莊祖的庶長子（排行第三，兩位兄長均為嫡出），與懿昭世子、正祖和恩全君為同父異母兄弟。他是後來的全溪大院君的父親，哲宗的祖父。
1765年（英祖四十一年）六月二十五日，恩彦君与恩信君同时行冠礼，同年十一月十日，恩彦君与比他大1岁的参奉宋乐休之女行嘉礼。1771年，恩彦君因向商人借债被英祖得知，而与弟弟恩信君一起流放到济州岛大靜縣。后来恩信君因風土病死於當地，恩彦君则在1773年被放还，1774年叙用。1786年（正祖十年）冬，贞纯王后金氏發現，已死于五年前（即1781年）的权臣洪国荣生前曾策划谋反，欲擁立恩彦君長子常溪君李湛为王。随后李湛被鸩死，他的父亲恩彦君李䄄则削夺官爵，全家发配江华岛。十多年后，即1801年（朝鲜纯祖元年），朝鲜发起“辛酉迫害”，镇压天主教。在追查之下发现李䄄之妻宋氏与他的儿媳、李湛之妻申氏曾受洗入天主教，贞纯王后于三月下令将宋氏、申氏二人赐死。六月下令赐死李䄄；同月十三日，李䄄被赐自尽，服药于江华府谪舍，享年四十八岁。

## 家族
- 父：莊祖（1735年 - 1762年）
- 生母：肅嬪林氏（? - 1773年）
  - 弟弟：恩信君（1755年 - 1771年）
- 妻：常山郡夫人宋氏（1753年10月15日 - 1801年3月17日），宋樂休之女　
  - 長子：常溪君李湛（1769年 - 1786年），正祖十年（1786年），常溪君因被洪國榮推戴為王，事迹敗露，十一月二十日常溪君服毒身亡
  - 次子：原名「昌順」，早卒。
  - 三子：原名「昌德」，早卒。
  - 女：全州李氏（1796年－1872年），適韓覺新（朝鲜语：한각신）（1795年－1853年）[1]
- 身份不詳
  - 四子：豐溪君李瑭（1783年 - 1826年，後來過繼至恩全君）[2]
- 身份不詳（? - 1821年）
  - 庶子：李成得（1775年 - 1817年）
  - 庶子：李鐵得（1780年 - ?）
- 妾：全山郡夫人（朝鲜语：전산군부인 이씨）（1764年12月19日 - 1819年6月4日），本貫全州李氏；王室宗親（世系不詳）幼學李德喜的女兒，己亥年（1779年）成為恩彥君側室[3][4]
  - 五子：原名不詳，夭折[5]
  - 六子：全溪大院君李㼅（1785年 - 1841年），本名「快得」，「海東」

## 附註
1. ↑  . FamilySearch.   [2021-08-10]. （原始内容存档于2021-08-10）.（第668頁）
2. ↑  《璿源系譜》未記載豐溪君之生母為何人，無法判斷其生母是否為全溪大院君還是李成得的生母。
3. ↑  . 韓國學中央研究院.   [2022-03-25]. （原始内容存档于2022-04-10）.
4. ↑  . 디지털 장서각.   [2022-03-25]. （原始内容存档于2022-04-09）.
5. ↑  金浦市通津面全山郡夫人李氏墓碑文。

## 延伸阅读
[在维基数据编辑]